# Alexander von Frantzius
Alexander von Frantzius (Danzig, Alemania, 10 de junio de 1821 - Friburgo, Alemania, 18 de julio de 1877) fue un médico y naturalista alemán.
Estudió medicina en las Universidades de Heidelberg, Erlangen, Halle y Berlín, donde en 1846, obtuvo su doctorado. En 1853, con su amigo naturalista, Karl Hoffman, viajó a Costa Rica, donde pasó los siguientes 15 años conduciendo investigaciones geográficas, climatológicas, etnográficas y zoológicas. Muchos de los especímenes zoológicos que recolectó fueron enviados a Jean Cabanis en el Museo de Historia Natural de Berlín.
Después de su llegada a Costa Rica, se estableció en Alajuela (1854), luego de lo cual regentó una exitosa farmacia en San José, institución que eventualmente llegaría a convertirse en la Botica Francesa. Fue patrono de José Castulo Zeledón, a quien empleó como asistente. Regresó a Alemania en 1868, asentándose en Heidelberg, donde fungió como secretario de la Gesellschaft für Anthropologie (Sociedad Antropológica Alemana). Falleció en julio de 1877 en Friburgo, de una enfermedad pulmonar.
Su nombre es conmemorado en cierto número de animales, incluyendo Semnornis frantzii, Pteroglossus frantzii, Elaenia frantzii y Catharus frantzii. El género botánico Frantzia (Cucurbitaceae) fue nombrado en su honor por Henri Pittier. En Costa Rica, se le dio su nombre a uno de los conos volcánicos del volcán Poás, al cual ascendió y describió en 1861.